# Mistrzostwa Świata w Pięcioboju Nowoczesnym 1970
Mistrzostwa Świata w Pięcioboju Nowoczesnym 1970 – 17. edycja mistrzostw odbyła się w Warendorfie.

## Klasyfikacja medalowa
| Lp. | Państwo | złoto | srebro | brąz | Razem |
| --- | ------- | ----- | ------ | ---- | ----- |
| 1.  | Węgry   | 2     | 1      | 0    | 3     |
| 2.  | ZSRR    | 0     | 1      | 1    | 2     |
| 3.  | RFN     | 0     | 0      | 1    | 1     |

## Medaliści

### Mężczyźni
| Złoto                                            | Srebro                                                         | Brąz                                              |
| Indywidualnie                                    |                                                                |                                                   |
| Péter Kelemen                                    | András Balczó                                                  | Borys Oniszczenko                                 |
| Drużynowo                                        |                                                                |                                                   |
| Węgry · Pál Bakó · Péter Kelemen · András Balczó | ZSRR · Stasys Šaparnis · Wiaczesław Biełow · Borys Oniszczenko | RFN · Walter Esser · Elmar Frings · Karsten Reder |